# Андреяновка
Андрея́новка — хутор в Алексеевском районе Волгоградской области России. Входит в Рябовское сельское поселение.
Хутор расположен в 45 км юго-западнее станицы Алексеевской, 12 км западнее хутора Рябовский (по дороге — 16 км) на реке Малая Песковатка в её верхнем течении.
Дороги грунтовые, хутор не газифицирован. Начальная школа, магазин.

## Известные жители
- Терехов, Николай Фёдорович, писатель[2]